# Straubenhardt
Straubenhardt è un comune tedesco di 10 739 abitanti, situato nel land del Baden-Württemberg.